# Sylvia Likens
Sylvia Marie Likens (3 gener 1949 - 26 d'octubre, 1965) va ser una víctima de tortura, violació, i assassinat nord-americana, va ser torturada fins a la mort per Gertrude Baniszewski, els fills d'aquesta i diversos joves i nens del veïnat, alguns amb tot just 10 anys. Encara que molts dels veïns de la família van admetre haver sentit crits i laments procedents de la casa de Baniszewski, no es va donar avís a la policia perquè es considerava que era millor no intervenir.Quan es va donar a conèixer el cas de Sylvia Likens als Estats Units, el país sencer va quedar horroritzat.
Els metges forenses van descriure el cas com «el cas d'abús físic més terrible de l'estat d'Indiana».
En el seu honor, hi ha un petit monument amb la seva foto col·locat per ordre del Departament de Policia d'Indianapolis.

## Primers anys
Sylvia Likens va néixer sent la tercera filla de Lester i Bertha "Betty" Likens. Va néixer entre dos parells de bessons: Diana i Daniel -dos anys més grans que ella-, i Jenny i Benny -un any menors-. La seva família estava desestabilitzada i era molt disfuncional: les baralles entre els seus pares eren habituals, el menjar escassejava, havien de mudar-se diverses vegades per motius econòmics, etc. A més, Jennifer Likens, la seva germana menor, havia estat diagnosticada amb poliomielitis als cinc anys. El 1965, Sylvia i la seva germana petita vivien amb la seva mare a Indianapolis. Els seus pares s'havien separat sentimentalment, tot i que no s'havien divorciat.

## Fets del crim

### Començament a la casa Baniszewski
Al juny de 1965, Jennifer i Sylvia Likens van ser deixades a cura d'una mestressa de casa anomenada Gertrude Baniszewski, una senyora asmàtica amb sis fills a qui havien conegut pocs dies abans a l'església.
Sylvia era una noia callada i agradable a la qual tots volien, que a més ajudava fregant els plats i planxant. La seva germana Jennifer també era molt callada, i havia nascut amb una cama encongida, que havia anat avançant fins a arribar a poliomielitis. Malgrat la seva discapacitat, se les arreglava per ballar i anar amb monopatí. Els seus pares, Betty i Lester Likens, van pagar a Baniszewski uns molt necessitats 20 dòlars a la setmana per tenir cura de les nenes, i van quedar convençuts que Gertrude cuidaria de Sylvia i Jenny com de les seves pròpies filles.
Al principi, tot anava bé, i les noies semblaven portar-se bé amb els nois Baniszewski. Potser el primer avís de l'horrible crim que havia de passar posteriorment va ser exactament després de set dies de la seva arribada, quan els 20 dòlars van arribar amb un dia de retard. Llavors, Baniszewski va portar a Sylvia i la seva germana Jennifer al soterrani i els va dir: «Bé, gosses, he cuidat de vostès durant una setmana per res. El xec del seu pare no ha arribat ». Quan Sylvia va intentar explicar que segurament els diners s'havia retardat, Gertrude va ordenar a ambdues que s'inclinessin sobre un llit, es traguessin la faldilla i roba interior i les va assotar amb una pala a les natges. Com Jennifer tenia poliomielitis i era la més petita, Sylvia va proposar a Gertrude que la castigués a ella en comptes de a la seva germana petita. Baniszewski va accedir.
Després d'una setmana, Betty i Lester Likens van anar a visitar-les. Ningú es va queixar i els Likens van marxar contents. A partir de llavors, Baniszewski i els seus fills, així com diversos adolescents del barri, van començar a abusar física i psicològicament de Sylvia. En realitat Baniszewski no podia suportar a les noies, però sobretot a Sylvia, a qui acusava de ser una bruta i una promíscua.

### L'abús empitjora
Un dia, Gertrude li va preguntar a Sylvia per què passava tant de temps a la botiga d'aliments on treballava. Likens va explicar que havia trobat ampolles de soda buides i que les estava duent a la botiga per guanyar uns quants centaus extra. Baniszewski no el va creure i la va obligar a despullar-se completament i introduir-se una ampolla de Coca-Cola a la vagina davant de tots els seus fills i de Jenny. Aquest succés va tenir lloc dues vegades. La primera vegada l'ampolla es va trencar estant a l'interior de la nena i els vidres trencats li van estripar les parets vaginals. Quan això va succeir tots, menys Jennifer, van esclatar en rialles i aplaudiments, mentre Baniszewski no parava de fumar. També li pegava molt sovint amb una paleta de gairebé un centímetre de gruix. Quan ella es cansava d'aquesta tasca, cedia el dret a manipular la paleta a la seva filla gran, Paula -Paula Baniszewski tenia 18 anys-. Paula pegava a Sylvia diverses vegades al dia.
A l'hora de sopar, Sylvia generalment no menjava en absolut, es limitava a observar com els altres menjaven. En moltes ocasions, la seva germana Jenny robava dissimuladament una mica de pa per a ella, però tenia tanta por a Gertrude que mai es va atrevir a desafiar-la.

### Més gent s'uneix al maltractament
Un cop, Sylvia va haver de treure-li a la Paula el seu vestit d'educació física, ja que sense ell no podia donar la corresponent classe de gimnàstica. Quan Gertrude es va assabentar, va manar a la seva filla Stephanie, una prostituta, i al seu nuvi, Coy Hubbard, a llançar-la per les escales del soterrani. Sylvia va rebre un fort cop al cap i va romandre inconscient durant gairebé dos dies.
Coy Hubbard, qui tenia 15 anys i era el nuvi d'una de les filles de Gertrude, pesava 85 quilos i mesurava gairebé dos metres. Es va convertir en un dels pitjors turments de Sylvia. Era una mena d'expert en judo i li encantava llançar a la noia per l'aire. Al soterrani dels Baniszewski hi havia un vell matalàs, que se suposava que li proveiria a Sylvia un suau aterratge. Coy generalment calculava malament i Sylvia aterrava amb un cruixit al terra de ciment. Tothom reia. Ningú -incloent a Jenny- va fer alguna cosa. De fet tots semblaven delectar-se amb el seu comportament.
El 28 de juliol de 1965, el reverend Roy Julian va passar a saludar. Es va retirar bastant preocupat per la senyora Baniszewski, ja que en la seva condició era difícil suportar tal contingent de nens. La senyora Saunder -infermera de salut pública- va fer una trucada. Gertrude va explicar que una de les nenes a la seva cura, Sylvia Likens, era una prostituta i estava corrompent als seus fills. La senyora Saunders es va compadir, però mai va tornar a trucar.
Un cop, Sylvia va orinar al seu llit sense adonar-se'n. Això va ser perquè la nena rebia de càstig puntades entre les cames i pel dany va perdre el control del seu bufeta. Gertrude, enfadada, va tornar a introduir l'ampolla de Coca-Cola a la vagina, encara que això era una cosa ja habitual per Sylvia. Llavors, Baniszewski va decidir que Sylvia no estava a l'altura per dormir dalt amb la resta de la família. Creia que soterrani i el matalàs serien prou bons per a ella. A partir de llavors, Sylvia només es va alimentar d'una petita porció d'aigua i galetes salades a la setmana. També va ser torturada i obligada a menjar el seu propi excrement. La noia es desnutrió i va deshidratar.
De tant en tant, els nois Baniszewski la submergien en banys excessivament calents. Quan sortia, la seva pell estava irritada i vermella per la calor. Un cop es va desmaiar a la banyera i va ser treta pels cabells. En un moment donat -molt complicat de determinar per als metges forenses-, Sylvia va deixar de resistir-se a les seves càstigs. Llavors la senyora Baniszewski li va arrencar la brusa i els pantalons curts, que és l'estat en què es quedaria Sylvia durant el temps de vida que li quedava allà.
A John Baniszewski Jr., tot i tenir només tretze anys, li agradava escoltar els dolorosos crits de Sylvia quan li pegava cops de peu o apagava els cigarrets de la seva mare en els braços, cames o estómac. També gaudia en donar-li cops de puny a la cara, colpejar-el ventre o patejar i trepitjar-li la cara mentre era a terra.
A Ricky Hobbs, un noi del barri d'Indianapolis, li havia agradat Sylvia des del moment en què va arribar, però ella el va rebutjar i va començar a sortir amb altres nois, el que li va produir un gran odi cap a ella. En diverses ocasions, ell i Coy Hubbard lligaven a Sylvia Likens a una biga de fusta que hi havia al soterrani, després d'una gran quantitat de cops que li clavaven tots dos. En una ocasió, Richard Hobbs va dominar a Sylvia durant tant de temps que tothom va pensar que s'havia mort. Durant aquest llarg període, la senyora Baniszewski va comptar per tot el veïnat que Sylvia era una prostituta, el que va causar que els veïns no la miressin amb bons ulls. Després va obligar a la nena a escriure diverses cartes on detallava escabrosos assumptes sexuals i confessava que era una prostituta.
Gertrude va dir a més que Sylvia no havia fet més que causar problemes des que va arribar a casa i que era una noia immanejable, i que justament per això l'havia enviat al Reformatori d'Indiana. Els veïns i veïnes que vivien al costat de la casa de la senyora Baniszewski sentien crits, laments, gemecs i cops, però no van fer res al respecte perquè van pensar que era millor no ficar-se en problemes.

### Tots els nois del veïnat s'uneixen, ningú parla
La llar dels Baniszewski era el punt de trobada de molts nois i noies del barri. Quan diversos joves van observar que Sylvia suportava l'abús al que era sotmesa, ells també van començar a mofar-se d'ella i a aplicar càstigs físics. Els nois la mossegaven, feien un petó, assetjaven, intimidaven i abusaven d'ella sexualment. També portaven a les seves respectives núvies i als diversos amics, que també es reien d'ella. Mai van pensar que tot anava a arribar tan lluny.
Sovint, aquests altres convidats també decidien participar en els turments a la nena. Algú va fer un dibuix de la nena posant-li cos de dona i una posició sexualment explícita. Aquest dibuix circula avui dia per Internet.
Poques setmanes abans de la seva mort, Gertrude, amb una agulla roent, va escriure a l'abdomen i estómac de Sylvia: «Sóc una prostituta i estic orgullosa de ser-ho». A meitat de la feina es va cansar, però Ricky Hobbs va continuar el treball per ella mentre John Baniszewski Jr. li subjectava els braços a Sylvia Casa. A la meitat de penúltima paraula, l'agulla va deixar de cremar la pell, per la qual cosa Hobbs va començar a fer-li talls en comptes de fregar l'agulla a la pell per escriure.
«Què faràs ara, Sylvia? -va mussitar Gertrude amb la mirada freda- Què faràs? Ara ja no podràs mostrar nua davant cap home sense que et vegi la marca. Ara ja mai podràs casar-te. Què faràs? ». El major càstig per a aquella dona, més enllà de les tortures, de les pallisses, de les humiliacions, semblava ser el no permetre a la noia que es casés, el deixar que visqués sola -igual que Gertrude- per sempre. Aquesta tarda, Coy Hubbard va passar per la casa. Va colpejar a Sylvia al cap amb un pal d'escombra, deixant-la inconscient.

### L'assassinat
Pocs dies abans de la mort de la noia, va intentar escapar-se. La van descobrir i va ser brutalment castigada. La seva germana Jennifer Likens va ser obligada a bufetejar la cara fins que quedés completament vermella.
El dia anterior a la mort de Sylvia Likens, Paula Baniszewski li va donar a Sylvia seu tractament especial: li va passar sal per totes les seves ferides.
L'endemà al matí, Sylvia estava gairebé inconscient. Tenia blaus, talls i ferides de tota mena a tot el cos; pudia a causa de la manca de neteja, les cicatrius de cremades ressaltaven per tot arreu de la seva pell i parlava sobre anar-se amb els seus pares i aconseguir-los en la fira on es trobaven. Gertrude va decidir que havia de mullar-la amb la mànega. Van portar una mànega de jardí a l'soterrani. Tothom va riure mentre l'aigua esquitxava sobre el demacrat cos de Sylvia Likens. En veure que ella no responia, Richard Hobbs va trucar a la policia amb l'esperança que li practiquessin primers auxilis i ella ressuscitaria miraculosament, quedant ells com a herois, i que tot estaria bé. Però en veure el cos, els oficials i metges van declarar que el de Sylvia Likens era el pitjor cas d'abús físic que havien investigat en la Història de l'estat d'Indiana. Sylvia Likens havia mort per hemorràgia cerebral, xoc i desnutrició.

## Judici
En el judici, els adolescents i nens del barri van acceptar la seva culpabilitat i van detallar els càstigs als que havien sotmès a Sylvia. Gertrude Baniszewski va intentar lliurar-se de la presó carregant tota la culpa en els seus fills i els adolescents del barri, al·ludint que ella no sabia res del que passava al soterrani, però tots els nens van declarar el mateix sobre Baniszewski: ella encoratjava la tortura i participava en ella. Jennifer Likens va declarar el mateix.
La majoria de les persones que van ser convidades a veure com torturaven Sylvia acabaven maltractant també, la van humiliar i van violar, i ells semblaven delectar-se amb tots aquests crits de dolor i volien també maltractar-la. En el moment del judici, el fiscal els pregunto el perquè de la seva actitud, per què maltractaven també a Likens, per què no van fer res per ajudar-la. Tots van contestar el mateix: «No ho sé, senyor». Cap d'ells va saber justificar la seva pròpia actitud.

## Condemnes

Gertrude Baniszewski, 1986

Gertrude Baniszewski. Va ser trobada culpable d'assassinat en primer grau i sentenciada a cadena perpètua. Se li va recloure a la Presó de Dones d'Indiana. Va obtenir la seva llibertat condicional el 4 de desembre de 1985, després d'estar vint anys a la presó. Poc abans de morir el 1990, Gertrude Baniszewski va acceptar finalment la seva culpabilitat, responsabilitzant els seus actes criminals als seus problemes personals i a una sèrie de medicaments que ingeria.
Paula Baniszewski. Va ser trobada culpable d'assassinat en segon grau i sentenciada a cadena perpètua. Va obtenir la seva llibertat condicional el 23 de febrer de 1973, després de servir set anys a la presó. Va tenir una filla en aquest mateix any i la va cridar Gertrude.
Coy Hubbard. Va ser trobat culpable per homicidi impremeditado i sentenciat a 21 anys de presó. Es va convertir en un delinqüent i va tornar a la presó amb freqüència.
Richard Hobbs. Va ser trobat culpable per homicidi involuntari i sentenciat a 21 anys de presó. Va morir als 20 anys de càncer pulmonar.
John Baniszewski Jr .. Tot i tenir tretze anys va ser sentenciat a complir 21 anys de presó; va ser el pres més jove del reformatori de la història d'aquest estat. Després de complir la seva condemna, es va convertir en pastor laic, per explicar la seva història; Va morir a causa de la seva diabetis i de les tortures que el mateix es infligia a causa de la seva culpa.
Stephanie Baniszewski. Va ser trobada culpable per còmplice i va ser sentenciada a complir 12 mesos a la presó. Ella, juntament amb Coy Hubbard van llançar, a Sylvia per les escales del soterrani, el que li va produir una hemorràgia cerebral. Això va produir una de les causes de la seva mort.

## Pel·lícules i llibres basats en la seva història
La pel·lícula An American Crime, està basada en el cas de Sylvia Likens, personatge protagonitzat per Elliot Page. El personatge de Gertrude Baniszewski està reencarnat en l'actriu Catherine Keener. Tot i que està basada en els fets reals que van succeir, algunes parts de la pel·lícula no encaixen amb el que va succeir realment.
El cas de Sylvia Casa Likens va inspirar a l'autor Jack Ketchum per escriure el seu llibre The Girl Next Door, que va sortir a la venda el 1989. El cas del llibre és molt semblant al de Sylvia Likens excepte pels noms dels personatges i per la sinopsi, ja que en el llibre els pares de les germanes protagonistes moren i elles queden -per llei- a càrrec de la seva tia Ruth, que té dos fills i està a la vora de la bogeria, tot i aparentar ser una persona completament normal.
El llibre inspirat en el cas de Sylvia Likens, The Girl Next Door, escrit per Jack Ketchum, va inspirar al seu torn una pel·lícula titulada The Girl Next Door -en català "La Noia del costat"-, un film de terror i drama, basat en els fets esgarrifosos que li van succeir a aquesta jove -protagonitzada per Blythe Auffarth-, que no s'ha de confondre amb la comèdia del mateix nom protagonitzada per Elisha Cuthbert.